# Għasri
Għasri [ˈɐːsrɪ] (oder L-Għasri) ist ein Dorf im westlichen Teil der Insel Gozo in der Republik Malta. Von allen selbständigen Gemeinden Gozos hat es die geringste Einwohnerzahl (423 Einwohner; Stand: 31. Dezember 2020). Damit ist es nach Mdina zugleich die zweitkleinste maltesische Gemeinde.
Oberhalb von Għasri befindet sich der weithin sichtbare Leuchtturm Giordan Lighthouse. Der Ort ist für die Herstellung von Honig bekannt.

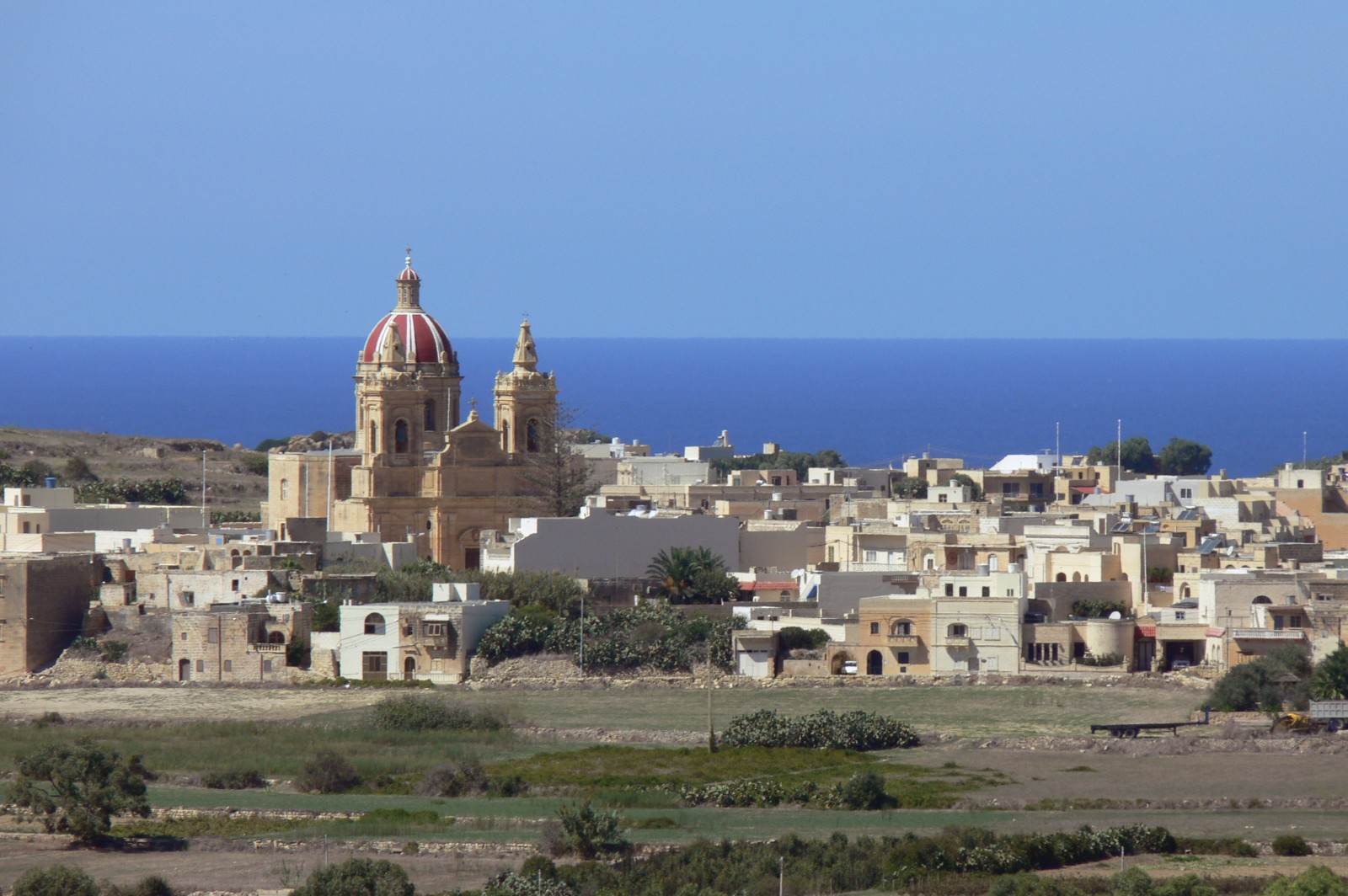
Blick auf Għasri
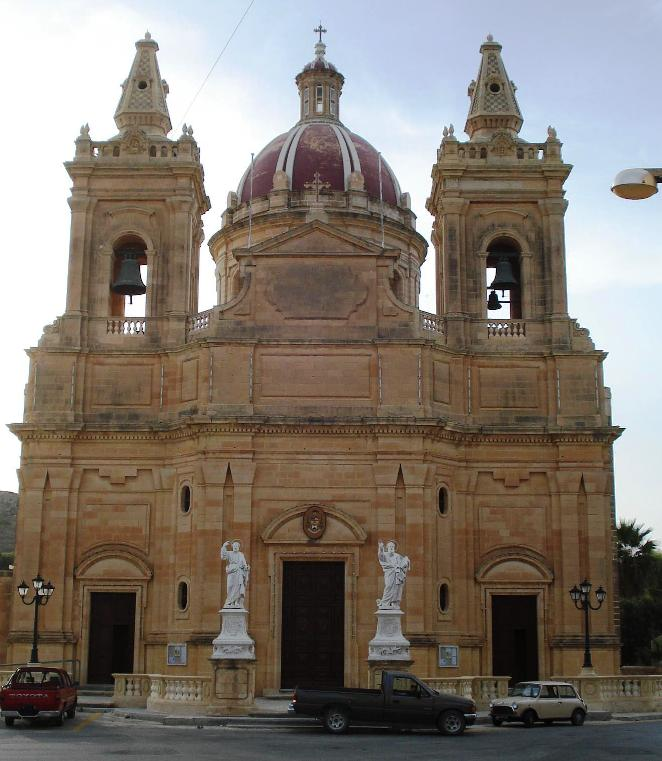
Die Kirche in Għasri